# British thermal unit
British thermal unit (BTU eller Btu) er en energienhed, som bruges i Nordamerika.
I nogle tilfælde anvendes enheden i England i forbindelse med ældre varme- og kølesystemer.
Generelt er enheden blevet erstattet af SI-enheden joule (J).

## Definition
BTU er defineret som den mængde energi, som kræves for at hæve temperaturen af et pund ferskvand én grad Fahrenheit.

## Omregning
En BTU svarer til ca.:
- 1054-1060 joule
- 252–253 kalorier.
- 0.252–0.253 kcal (kilokalorier)

Andre omregninger:
- Naturgas, 1 MMBtu (1 million Btu, skrives sommetider som mmBTU) = 1.054615 GJ. Modsat er 1 gigajoule mængden af 26.8 m³ naturgas

## Tilsvarende enheder
BTU pr. time (BTU/h) er den effektenhed, som oftest angiver et forbrug af NG.
- 1 watt svarer ca. til 3.41 BTU/h
- 1000 BTU/h svarer ca. til 293 W
- 1 hestekraft svarer ca. til 2.540 BTU/h

BTU må ikke forveksles med enheden Board of Trade Unit (B.O.T.U.), som har et stort energiindhold, ca. (1 kWh eller ca. 3.412 BTU).